# ミラー効果
ミラー効果（ミラーこうか、英: Miller effect）とは、利得が A である反転増幅回路の入出力端子間に静電容量（帰還容量） C が接続されているとき、入力端子からは (1+A) C の容量が接続されているようにみえる作用のこと。この効果を積極的に利用した回路をミラー積分回路（ミラー積分器）という。

## 概要

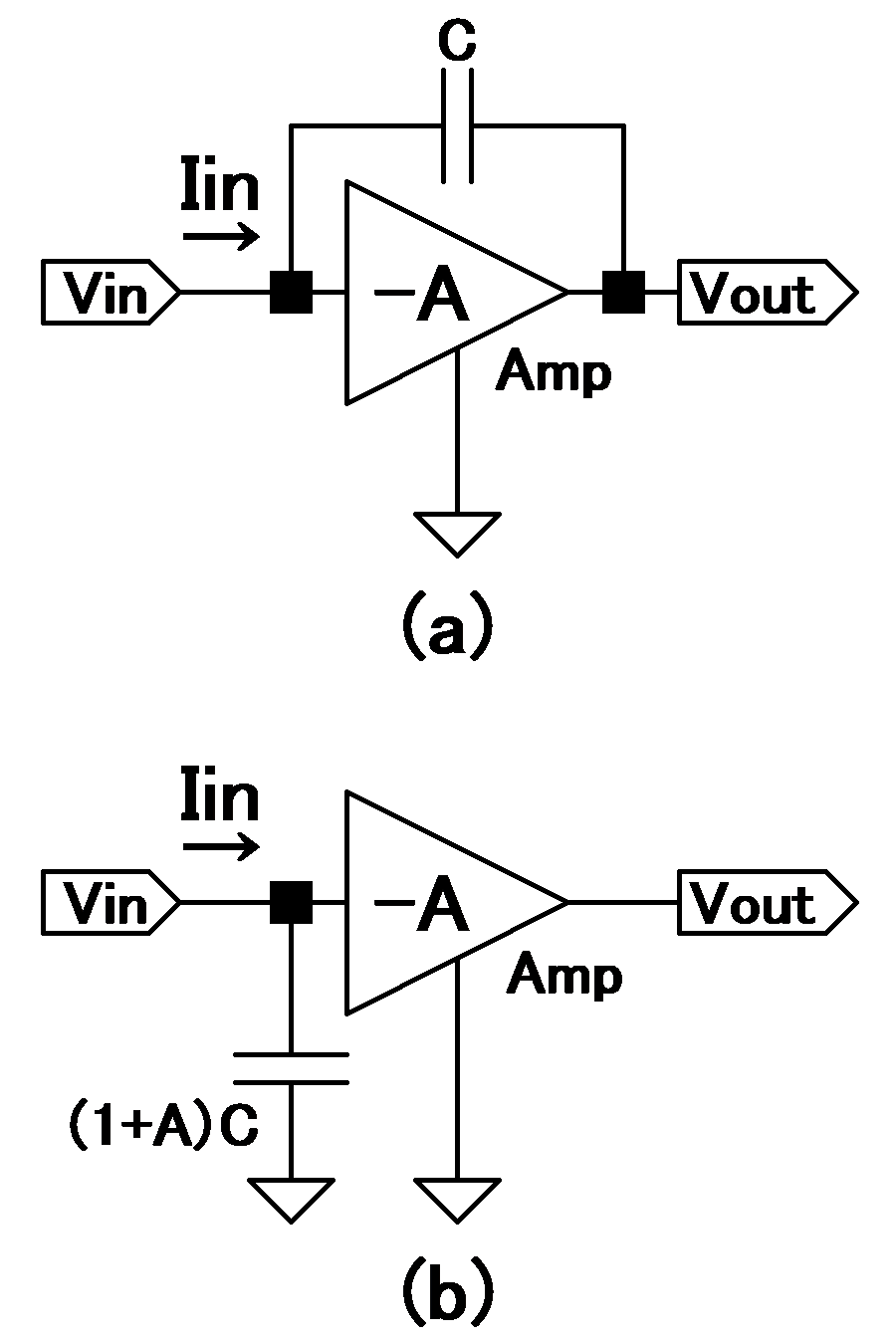
ミラー効果

入力インピーダンスが無限大、出力インピーダンスがゼロ、利得が {\displaystyle A} である反転増幅器において、入出力端子間に静電容量 {\displaystyle C} を接続して帰還回路を構成した場合（回路としての利得は {\displaystyle -A} になる）を考える。（右図 (a)）
交流入力信号を {\displaystyle V_{in}}、出力信号を {\displaystyle V_{out}}、入力電流を {\displaystyle I_{in}} とすると、
{\displaystyle I_{in}=j\omega C(V_{in}-V_{out})}
{\displaystyle V_{out}=-AV_{in}}
したがって、
{\displaystyle I_{in}=j\omega C(1+A)V_{in}}
となり、この回路の入力端子からみたインピーダンス {\displaystyle Z_{in}} は、
{\displaystyle {\begin{aligned}Z_{in}&={\frac {V_{in}}{I_{in}}}\\&={\frac {1}{j\omega (1+A)C}}\end{aligned}}}
である。つまり、入力端子に (1 + A)倍の容量 C が接続されているのと等価である。（右図 (b)）
利得が大きいほどこの効果は大きく現れるため、微少な静電容量であっても等価的な容量は大きくなる。また、入力信号が変化の無い一定信号の場合、{\displaystyle \omega =0} であるため、{\displaystyle |Z_{in}|=\infty } となるので、ミラー効果は消失する。

## 回路動作への影響
一般に、信号源と接続する増幅回路間には何らかのインピーダンスが存在するため、そのインピーダンスとミラー効果容量によりローパスフィルタが構成されるため高周波特性が制限される。
したがって、高周波特性の良い増幅回路とするためには、帰還容量の小さな増幅素子を用いるか、帰還容量の影響を小さくする回路構成が求められる。

## 考慮する素子
以下の増幅機能を持つ素子については影響を考慮する必要がある。
- トランジスタ - ベース・コレクタ間容量
- FET - ゲート・ドレイン間容量
- オペアンプ - 入力・出力間容量
- 真空管 - グリッド・プレート間容量
- IGBT - ゲート・コレクタ間容量